# 체코의 공휴일
체코의 공휴일은 다음과 같다.
| 날짜           | 공휴일 이름                | 비 고                                    |
| -------------- | -------------------------- | ---------------------------------------- |
| 1월 1일        | 새해 첫날                  |                                          |
| 3~4월 중(이동) | 성금요일                   | 2016년부터 공휴일로 지정.                |
| 3~4월 중(이동) | 이스터 먼데이              | 부활절 다음날.                           |
| 5월 1일        | 노동절                     |                                          |
| 5월 8일        | 유럽 전승 기념일           | 1945년 제2차 세계 대전 중 유럽의 종전일. |
| 7월 5일        |                            |                                          |
| 7월 6일        | 얀 후스의 날               |                                          |
| 9월 28일       | 바츨라프 1세의 날          |                                          |
| 10월 28일      | 체코슬로바키아 독립 기념일 | 1918년 체코슬로바키아가 독립한 날.       |
| 11월 17일      | 민주주의 및 자유의 날      |                                          |
| 12월 24일      | 크리스마스 이브            |                                          |
| 12월 25일      | 크리스마스                 |                                          |
| 12월 26일      | 성 스테파노 축일           |                                          |

## 같이 보기
- 슬로바키아의 공휴일